# سیارک ۷۸۸۶
سیارک ۷۸۸۶ (به انگلیسی: 7886 Redman، نامگذاری:1993PE) هفت هزار و هشتصد و هشتاد و ششمین سیارک کشف شده‌است که در ۱۲ اوت ۱۹۹۳ کشف شد.
قدر مطلق سیارک برابر ۱۴٫۷۰ است.